# Stjepan Stazic

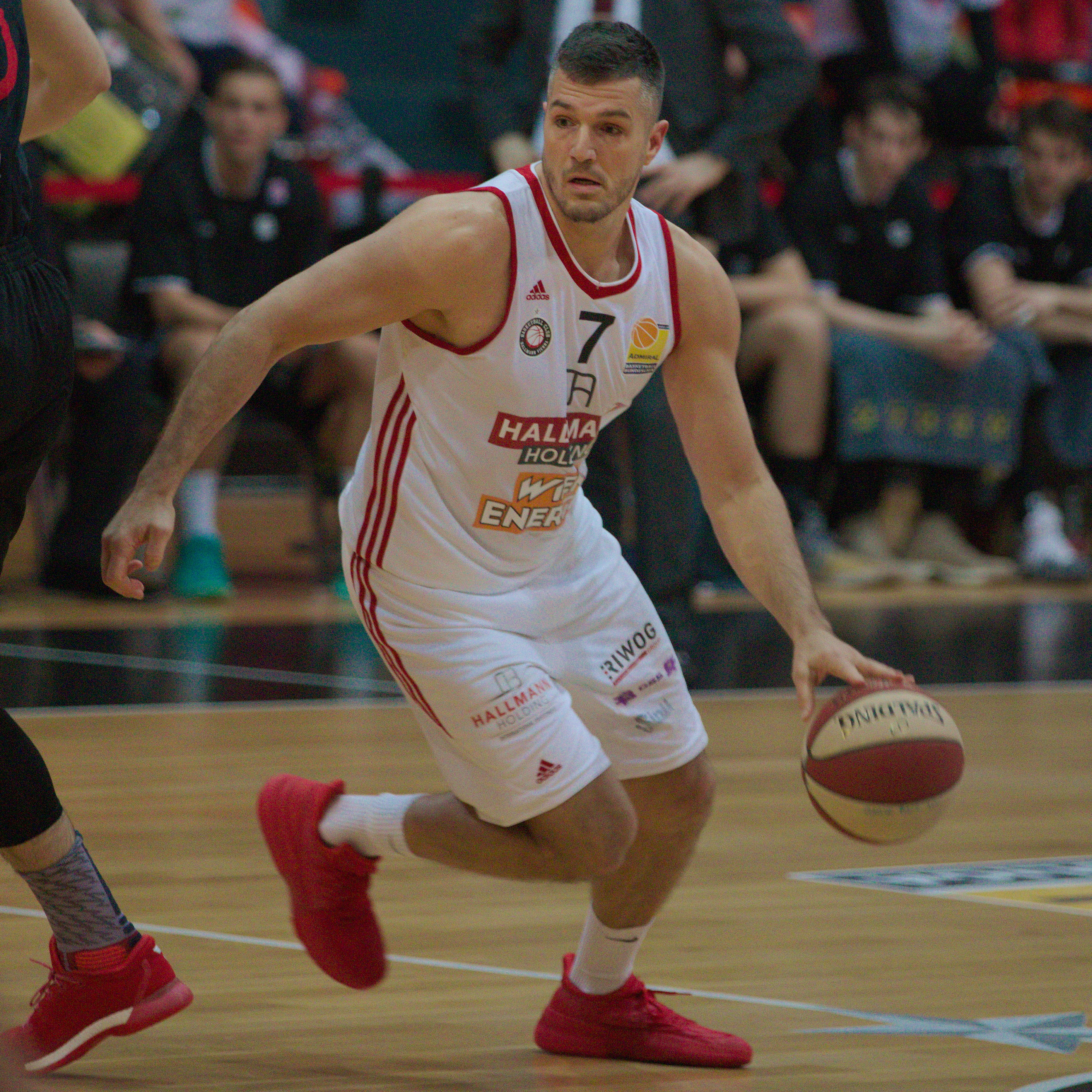
Stjepan Stazic (2018)

Stjepan Stazic (* 28. September 1978 in Zagreb) ist ein ehemaliger österreichisch-kroatischer Basketballspieler und jetziger -funktionär.

## Karriere
Der Sohn eines Kroaten und einer Serbin spielte Ende der 1980er Jahre bis 1990 in der Jugend von KK Cibona Zagreb. Er kam 1991 nach Wien und spielte dort im Nachwuchs von WAT Wieden. Als Jugendlicher verbrachte er zwei Monate an einer Schule in Pittsburgh in den Vereinigten Staaten, ehe er nach Österreich zurückkehrte.
Seine ersten Erfahrungen in der Bundesliga machte Stazic in der Saison 1995/96 bei ABC Wels. 1997 erhielt er zusätzlich zur kroatischen Staatsbürgerschaft die österreichische. 1997 wurde er mit UKJ St. Pölten Österreichischer Meister. Danach wechselte er zum amtierenden Italienischen Meister Pallacanestro Treviso, erhielt einen Vierjahresvertrag. Mit der Mannschaft gewann er in der Saison 1997/98 unter Trainer Željko Obradović den Supercup. Stazic bestritt in der Serie A 14 Spiele für Treviso, in denen er eine Gesamtanzahl von 16 Punkten erzielte. In der damals von der FIBA ausgerichteten Euroleague zog er mit der Mannschaft ins Halbfinale ein. Bei der Halbfinalniederlage gegen AEK Athen und beim anschließenden Sieg im Spiel um den dritten Platz kam Stazic nicht zum Einsatz.
1998 ging er innerhalb Italiens zu Nuova Pallacanestro Gorizia, kam für die Mannschaft auf 20 Ligaeinsätze (7,8 Punkte/Spiel). Nach einem auf Clostebol – das Medikament wurde vom Vereinsarzt vorgeschrieben – positiven Dopingtest wurde er im März 1999 in Italien für zwei Jahre gesperrt. Stazic gab an, zur Behandlung einer Stelle am Unterarm eine Salbe vom Vereinsarzt erhalten zu haben, die verbotene Stoffe enthielt. Er habe die Salbe nicht benutzt, der Arzt habe die Medikamentengabe aber wie vorgeschrieben dem Verband gemeldet, so Stazic im 2019 erschienenen Buch Österreichs Basketball-Geschichte(n). Er wechselte zu Limoges CSP nach Frankreich. Mit dem Verein gewann er 2000 unter Trainer Duško Ivanović die Französische Meisterschaft, den Pokal und den Korać-Cup.
2000/01 bekam er von den New York Knicks einen Dreijahresvertrag für die NBA angeboten. Als er sich aber bei einem Spiel für die Österreichische Nationalmannschaft das Kreuzband riss, zerschlugen sich diese Pläne. Nach der Genesung spielte Stazic für die russische Mannschaft Sankt Petersburg Lions. Er bestritt für St. Petersburg zehn Einsätze in der EuroLeague, in denen er im Schnitt 7,6 Punkte erzielte. Es folgten Stationen bei Viola Reggio Calabria (Frühjahr 2001), Traiskirchen Lions (Herbst 2002), Olympia Larisa (Frühjahr 2003), Club Ourense Baloncesto (Frühjahr 2004), Snaidero Cucine Udine (2004/05), BC Vienna (2005/06), Traiskirchen Lions (2006/07), KK Igokea (Frühjahr 2008), Universitet Yugra (2008/09), Basket 2000 Vienna (Herbst 2009), BC Vienna (2010), Panthers Fürstenfeld (Frühjahr 2011) und ab 2010 wieder BC Vienna. Neben seiner Spielertätigkeit übernahm er bei den Wienern Aufgaben im Marketingbereich sowie als geschäftsführendes Vorstandsmitglied, sein Bruder Petar wurde Manager des Vereins. 2013 gewann er als Kapitän mit der Mannschaft die Österreichische Meisterschaft.
In der Saison 2017/18 wurde Stazic, der neben dem Basketball Philosophie studierte, als Spieler des Jahres der Bundesliga ausgezeichnet und erzielte mit 24 Zählern je Partie den ligaweit höchsten Punktedurchschnitt. Während des Spieljahres 2018/19 musste er aufgrund einer Knieverletzung fast gänzlich auf die Teilnahme an Bundesliga-Begegnungen verzichten, er kam lediglich zu einem Kurzeinsatz. Anschließend spielte er nicht mehr auf Leistungsebene und widmete sich seiner Aufgabe in der Vereinsführung des BC Vienna. Im Februar 2022 wurde die Mannschaft österreichischer Pokalsieger und Ende Mai 2022 Staatsmeister.
Sein Sohn Aron wurde ebenfalls Basketballspieler im Leistungsbereich.